# Elisabetta Regina
Elisabetta Regina è una miniserie tv inglese realizzata dalla BBC nel 1971.

## Episodi

### Stirpe di leone (The Lion's Cub)
La miniserie comincia con il breve regno del giovane Edoardo VI. Manipolato dallo zio Ed Seymour, egli preferisce discutere di religione con Thomas Cranmer, Arcivescovo di Canterbury. La sua prematura morte è seguita dai nove giorni di regno di Lady Jane Grey. La gente rifiuta di permettere che l'autentica successione regale sia soppiantata e insorge in nome della sorella più vecchia di Edoardo, Maria, che sale al trono. La maggior parte dell'episodio tratta dei tentativi di Maria di convertire la sorella Elisabetta alla religione cattolica. Varie trame e ribellioni si innescano, mentre Elisabetta trascorre del tempo sotto arresto alla Torre di Londra. Viene rilasciata quando Maria sposa il re di Spagna, Filippo II. Il matrimonio non è un successo, e la regina Maria muore senza eredi, lasciando come sola erede al trono, la sorella Elisabetta.

### I pretendenti (The Marriage Game)
Il matrimonio di una nuova regina è la questione politica più urgente di un nuovo regno, così come è necessario che Elisabetta partorisca un erede. Molti principi stranieri chiedono la sua mano, ma Elisabetta rifiuta di impegnarsi con alcuno. Intanto, la sua amicizia con Sir Robert Dudley diventa più profonda, causando inquietudine tra molti dei suoi consiglieri. La moglie di Dudley muore in una misteriosa caduta sulle scale e tutta l'Europa crede che la regina inglese abbia organizzato la tragedia. Un attacco di vaiolo conduce Elisabetta vicino alla morte e i suoi consiglieri si crucciano del fatto che non vi sia un possibile erede al trono. Elisabetta guarisce, ma il problema persiste: se rimarrà senza figli, chi le succederà al trono?

### Ombra nel sole (Shadow in the Sun)
L'episodio si apre anni dopo, quando Elisabetta e la sua corte vengono a sapere della notte di San Bartolomeo, nella quale migliaia di francesi ugonotti sono stati uccisi dalle truppe del re di Francia. Sempre pragmatica, Elisabetta è disposta a mettere da parte il suo orrore e a iniziare le trattative matrimoniali con il fratello più giovane del re francese, il duca di Alençon. Una dolce storia d'amore nasce tra la regina che ormai sta invecchiando e il giovane duca sbarazzino. Dietro le quinte, i consiglieri di Elisabetta, Cecil, Sussex e Walshingham negoziano con la madre del duca, la formidabile Caterina de' Medici. La regina si sottopone a un'imbarazzante esaminazione fisica per provare che è ancora fertile, mentre il suo favorito Dudley, ora conte di Leicester, cerca di sabotare le trattative matrimoniali. Al vacillare della regina, Alençon lascia cadere una bomba: Leicester ha segretamente sposato la cugina di Elisabetta, la contessa di Essex. Alla fine, la regina non può costringere se stessa a sposarsi. Dice addio alla sua ultima possibilità di essere felice e di avere dei bambini e rivela la sua malinconia componendo un poema: Ombra nel sole.

### La congiura (Horrible Conspiracies)
Sono passati molti anni e l'attenzione ruota intorno al parente più stretto e nemico più pericoloso di Elisabetta, ovverosia Maria, regina di Scozia. Imprigionata da Elisabetta per molti anni, Maria è il punto focale del fermento cattolico in Inghilterra. Walsingham è preoccupato per la sicurezza di Elisabetta, ma sa che la regina non acconsentirà mai all'esecuzione di Maria senza inconfutabili prove del suo tradimento. Perciò, organizza un incontro tra la regina scozzese e Sir Anthony Babington, un fervente cattolico aristocratico. Sorge così un complotto per eliminare Elisabetta e innalzare Maria al trono, un piano seguito passo passo da Walsingham stesso. La rivelazione del complotto dimostra il tradimento della regina Maria, ma Elisabetta non può costringere se stessa ad ordinare l'esecuzione di una Regina consacrata da Dio. Alla fine firma la condanna a morte, solo per ritararla poco tempo dopo. Ma il suo ripensamento è tardivo, i Lord inglesi hanno già giustiziato la regina di Scozia.

### L'invincibile Armada (The Enterprise of England)
L'esecuzione di Maria, regina di Scozia, ordinata da Elisabetta, sconvolge l'Europa e incoraggia il re Filippo di Spagna a prepararsi ad invadere l'Inghilterra. Su comando di Elisabetta, Sir Francis Drake finanzia piccole piraterie contro le navi spagnole, che non riescono a distogliere Filippo dal costruire l'Armada spagnola. Alla corte inglese, infuria un dibattito nel tentativo di negoziare la pace, ma alla corte spagnola, il re insiste nel rimandare. Filippo, mosso da Dio, invia la sua flotta ed Elisabetta, contro i consigli del suo nuovo favorito, Essex, arringa le sue truppe in attesa dell'invasione. Sebbene sia superata in gran numero, la flotta inglese, con navi più piccole e rapide, riesce a sconfiggere strategicamente gli enormi galeoni spagnoli. Una terribile tempesta porta a termine il lavoro: l'Armada è sconfitta. Tornata a Londra, Elisabetta è in animo di festeggiare, fino a quando tristi notizie non giungono a corte: l'unico vero amore della regina, il conte di Leicester, è morto.

### Un grande vuoto (Sweet England's Pride)
Alla fine della sua vita, Elisabetta è la parodia della sua gloria passata. La vecchia regina tollera che l'insopportabile egotismo del suo giovane favorito, il conte di Essex, mortifichi Sir Walter Raleigh e Sir William Cecil. Sollecitato da amici parassiti e da sua madre Lady Leicester, Essex crede di poter soppiantare Elisabetta e di dominare al suo posto. La sua superbia lo conduce al fallimento, viene arrestato e giustiziato. Elisabetta è sopravvissuta a tutti i suoi coetanei e con il figlio della sua nemica, Maria, regina di Scozia, pronto a succederle al trono, può esalare il suo ultimo respiro.

## Produzione
Questa miniserie è il seguito della miniserie tv Le sei mogli di Enrico VIII. In Italia, quest'ultima serie fu trasmessa nell'autunno del 1975, cioè due anni dopo la trasmissione di Elisabetta Regina sul Programma nazionale.
Glenda Jackson tornerà ad interpretare nuovamente il ruolo della regina Elisabetta I nel film Maria Stuarda, regina di Scozia (1972).
È considerata da tutti come il più accurato ritratto storico della vita di Elisabetta I d'Inghilterra.
I vestiti indossati da Glenda Jackson nella miniserie sono fedeli riproduzioni dei veri abiti indossati dalla regina inglese.
Il primo episodio fu trasmesso il 19 febbraio 1971. L'ultimo fu trasmesso il 24 marzo, il 368º anniversario della morte della regina.
La straordinaria performance di Glenda Jackson le fece vincere due Emmy Awards per Miglior attrice in una serie drammatica e Miglior attrice in un film televisivo (per l'episodio "Shadow in the Sun"). La serie inoltre vinse l'Emmy come "Miglior serie drammatica" del 1972.
Venne parodiata nella serie Monty Python's Flying Circus, nella quale il cast viene reinterpretato in groppa a delle motociclette e con la parlata engrish; per questo, il titolo venne cambiato in Erizabeth L.
In Inghilterra la miniserie è stata editata in DVD nel 2001.